# Shanxi Xing Rui Flame
Pour les articles homonymes, voir Shanxi (homonymie), Xing, Rui et Flame.
Le Shanxi Xing Rui Flame est un club féminin chinois de basket-ball  évoluant dans la province du Shanxi et participant au Championnat de Chine de basket-ball féminin, où il est promu en 2012. Il remporte le titre 2012-2013 pour sa première saison à ce niveau.

## Effectif 2014-2015
Dans ce nom chinois, le nom de famille précède le nom personnel.
| Numéro | Nom            | Née le          | Taille | Nationalité | Poste         |
| 2      | Pan Yin Zi     |                 |        | Chine       | Arrière       |
| 5      | Yang month     |                 |        | Chine       | Pivot         |
| 7      | Ma Xueya       | 1993            | 1,90 m | Chine       | Ailière forte |
| 9      | Guan Xin       | 24 janvier 1987 | 1,95 m | Chine       | Pivot         |
| 11     | Wang Zhen      |                 |        | Chine       | Ailière forte |
| 12     | Lin Jiahui     |                 |        | Chine       | Pivot         |
| 15     | Yellow-red Pin |                 |        | Chine       | Ailière forte |
| 14     | Miss Kim       |                 |        | Chine       | Arrière       |
| 16     | Wei Wei        | 6 octobre 1989  | 2,10 m | Chine       | Ailière       |
| 23     | Maya Moore     | 11 juin 1989    | 1,83 m | États-Unis  | Ailière       |
| 24     | Zhou JunShan   | 1989            | 1,90 m | Chine       | Ailière forte |

Entraîneur :  Lucas Mondelo

## Effectif 2012-2013
Dans ce nom chinois, le nom de famille précède le nom personnel.
| Numéro | Nom           | Née le       | Taille | Nationalité | Poste         |
| 8      | Qian Fang     | 1991         | 1,77 m | Chine       | Arrière       |
| 9      | Zhang Xianmin | 1974         | 1,84 m | Chine       | Pivot         |
| 11     | Ma Liang      | 1991         | 1,91 m | Chine       | Pivot         |
| 14     | Wu Jinzhu     | 1988         | 1,75 m | Chine       | Meneuse       |
| 15     | Ebony Hoffman | 27 août 1982 | 1,88 m | États-Unis  | Ailière forte |
| 16     | Yu Dong       | 1993         | 1,95 m | Chine       | Pivot         |
| 18     | Ma XueYa      | 1993         | 1,90 m | Chine       | Ailière forte |
| 19     | Xu JiaWei     | 1993         | 1,75 m | Chine       | Arrière       |
| 22     | Zhang Yu      | 1986         | 1,84 m | Chine       | Ailière       |
| 23     | Maya Moore    | 11 juin 1989 | 1,83 m | États-Unis  | Ailière       |
| 24     | Zhou JunShan  | 1989         | 1,90 m | Chine       | Ailière forte |

Entraîneur :  Lucas Mondelo
Le club remporter son premier titre 3 victoires à 1 contre Zhejiang, avec la contribution décisive de Maya Moore qui termine la saison sur des moyennes de 37,3 points, 8,6 rebonds et 4,3 passes décisives par rencontre.

## Référence
1. ↑  Seuls les principaux titres en compétitions officielles sont indiqués ici.
2. ↑  « Chine », Basquetebol saulzoir (consulté le 19 janvier 2013)
3. ↑  « Chine », Basquetebol saulzoir (consulté le 19 janvier 2013)
4. 1 2  Ebony Hoffman dispute deux rencontres avant l'arrivée en Chine de Maya Moore « Istanbul Universitesi BGD sign Ebony Hoffman », Love Women's Basketball, 18 février 2013 (consulté le 18 février 2013)
5. ↑  « Shanxi Xing Rui Flame are triumphant in their WCBA debut season », Love Women's basketball, 5 février 2013 (consulté le 5 février 2013)